# Stojan Belajić
Stojan Belajić (* 17. April 1969 in Rijeka, SFR Jugoslawien) ist ein ehemaliger jugoslawischer Fußballspieler auf der Position eines Abwehrspielers.

## Karriere
Belajić begann seine Karriere in seinem Geburtsort beim HNK Rijeka. Danach folgte ein zweijähriger Aufenthalt bei FK Austria Wien, wo er insgesamt 48 Spiele in der österreichischen Fußball-Bundesliga absolvierte. Danach spielte er zwei Jahre bei União Leiria, bevor er 1998 vom FC Energie Cottbus verpflichtet wurde. Dort kam er jedoch nur zu wenigen Einsätzen in der zweiten Bundesliga. Anschließend folgten noch Aufenthalte in Griechenland bei Apollon Smyrnis, für die er 29 Mal auflief, und in der Schweiz beim FC Luzern.